# Kalamopsis
Kalamopsis, en ocasiones erróneamente denominado Arkalamopsum, es un género de foraminífero bentónico de la familia Aschemocellidae, de la superfamilia Hormosinoidea, del suborden Hormosinina y del orden Lituolida. Su especie tipo es Kalamopsis vaillanti. Su rango cronoestratigráfico abarca el Holoceno.

## Discusión
Clasificaciones previas incluían Kalamopsis en el suborden Textulariina del orden Textulariida o en el orden Lituolida sin diferenciar el suborden Hormosinina.

## Clasificación
Kalamopsis incluye a las siguientes especies:
- Kalamopsis californica
- Kalamopsis dubia
- Kalamopsis grzybowskii
- Kalamopsis silesica
- Kalamopsis vaillanti